# I Jesu namn till bords vi går
I Jesu namn till bords vi går är en gammal bordsvers, också kallad psalm, vars text har okänt ursprung och finns i åtskilliga varianter. Bönen har tonsatts med en melodi från Strasbourg 1542. Enligt Koralbok för Nya psalmer, 1921 är det samma melodi som används till psalmen Uti din nåd, o Fader blid (1819 nr 250). Musiken komponerad i Strasbourg 1542 och i 1986 års psalmbok hänvisas till tonsättningarna av psalm Gud, se i nåd till dessa två (nr 82) som i sin tur hänvisar till Se, Jesus är ett tröstrikt namn (nr 42).

## Publicerad som
- Nr 132 i Andelig Dufworösts Tilökning 6:e upplaga,1770 under rubriken Böne-Sång före Måltid med inledningen I Jesu namn gå wi til bord.
- Nr 626 i Nya psalmer 1921, tillägget till 1819 års psalmbok under rubriken "Det Kristliga Troslivet: Troslivet i hem och samhälle: Det kristna hemmet: Måltidspsalm".
- Nr 784 i Sionstoner 1935 under rubriken "Bordsång" .
- Nr 484 i 1937 års psalmbok, under rubriken "Måltidspsalm".
- Nr 604 i Den svenska psalmboken 1986 under rubriken "Tillsammans i världen".
- Nr 529 i Finlandssvenska psalmboken 1986 under rubriken "Måltid".